# Pierre Norgeu
Pierre Norgeu, né le 4 septembre 1910 dans le 18e arrondissement de Paris et mort à Salé (Maroc) le 24 juillet 1961) est un journaliste et résistant français.

## Biographie
Pierre François Paul Émile Norgeu, né le 4 septembre 1910 est issu de la famille Norgeu, une famille d'imprimeurs français.
À la fin des années 1920, il fréquente le Cercle international de jeunesse où il rencontre d'autres jeunes gens de tous milieux et de toutes nationalités.
Fin 1932, lors d'un week-end entre amis dans une auberge de jeunesse de Saint-Leu, il fait la connaissance de Jeanne Bernard, qui deviendra sa femme et avec qui ils auront deux filles, Anne-Marie et Martine[réf. nécessaire]. La sœur de Jeanne, Lucie, sera plus connue ultérieurement sous le nom de Lucie Aubrac.
En 1934, Pierre Norgeu participe à la brève aventure (25 février - 14 juillet) de la revue la Lutte des jeunes fondée par Bertrand de Jouvenel, qui se veut une tribune d'accueil pour de nombreux groupes de toutes tendances.
Pendant la guerre, l'imprimerie familiale située à Belleville, rue du Moulin-Joly, qui fabriquait essentiellement des images religieuses et des chromolithographies publicitaires, va imprimer clandestinement un certain nombre de numéros de Libération, l'organe du réseau de résistance Libération-Nord fondé par Christian Pineau. C'est la sœur de Pierre, Marthe qui a pris la succession de leur père.
En effet, Pierre Norgeu avait été fait prisonnier en 1940. Mais il s'évade d'Allemagne à l'été 1942. Il rentre en France et travaille à Radio Vichy tout en appartenant à un réseau de la Résistance, Noyautage des administrations publiques (NAP). En septembre 1943, il est arrêté à Cusset. Il est détenu pendant cinq mois à la prison Montluc, à Lyon, où il croise son beau-frère, Raymond Aubrac.
Après guerre, il travaille à la Radio coloniale, puis devient chef de poste de l'agence France-Presse à Brazzaville, puis à Saïgon, du 1er octobre 1946 au 23 mai 1958. Il est au début le seul correspondant permanent en Indochine avec Jean Clémentin d'Associated Press. Il se lie d'amitié avec Lucien Bodard, qui le trouve « vif, séduisant, plein d'humour », et qu'il rencontre fréquemment au Club de la Presse, à l'angle des rues Catinat et Lagrandière. 
Après un séjour à Paris dans les services outre-mer de l'agence, il est nommé directeur des bureaux de l'AFP au Maroc en août 1959.
Pierre Norgeu meurt le 24 juillet 1961 dans un accident de circulation sur la route Tanger-Rabat.